# Dina Ferri
Dina Ferri (* 29. September 1908 in Radicondoli; † 18. Juni 1930 in Siena) war eine italienische Hirtin und Dichterin aus der Toskana.

## Leben
Ferri wurde 1908 in Anqua, einem Ortsteil von Radicondoli, in der Provinz Siena geboren. Ihre Eltern waren Bauern und zogen, als sie noch ein Kleinkind war, in das rund 10 Kilometer entfernte Ciciano, einen Ortsteil von Chiusdino. Von früh auf war sie in die landwirtschaftliche Arbeit mit eingebunden. Mit 9 Jahren durfte sie zur Grundschule, deren erste drei Jahre sie absolvierte, wurde dann aber wieder abberufen, um der Familie weiter als Hirtin zu helfen. Sie begann, ihre Gedanken und Eindrücke in Prosa und Versen in einem Heft niederzuschreiben, das sie stets bei sich trug. Mit 15 Jahren verlor sie bei einem Unfall mit einer Sense drei Finger ihrer rechten Hand. Für körperliche Arbeiten nicht mehr verwendbar, konnte sie wieder die Schule in Ciciano besuchen, wo ein Inspektor auf ihr lyrisches Talent aufmerksam wurde und ihr 1927 zu einem Stipendium verhalf, um sich an einem Konvikt in Siena zur Grundschullehrerin ausbilden zu lassen. In der Sieneser Zeitung La Diana erschienen 1928 einzelne Stücke von ihr und erregten das Interesse der literarischen Welt. Am 1. April 1928 wohnte sie einem Konzert von Artur Rubinstein bei. 1929 erkrankte sie schwer, vermutlich handelte es sich dabei um eine Darmtuberkulose. Im Dezember wurde sie ins Spital verbracht, wo sie ihre letzten Monate im Bett verbrachte. Sie starb am 8. Juni 1930 mit erst 21 Jahren.

## Werk
Der lokale Literaturwissenschaftler Piero Misciattelli gab ein Jahr nach Ferris Tod ihr Heft unter dem von ihr selbst gewählten Titel Quaderno del nulla heraus und versah das Buch mit einer Einleitung.
Ferri verfügte über eine nur rudimentäre klassische Bildung, hatte kaum Kenntnisse der Verslehre und war nicht sehr belesen. Auch wenn ihren Gedichten ein Einfluss von Giovanni Pascoli nachgesagt wurde, hatte sie dessen Myricae erst 1928 kennengelernt. Ihre Stärken lagen nicht im Sprachlich-Formalen, sondern in der emotionalen Atmosphäre, die sie ohne romantische Verklärung hervorrief. Ada Negri war vor allem von den Prosaskizzen, die sie im Krankenbett schrieb, begeistert.

## Gedenken
In Chiusdino ist eine Straße (Via Dina Ferri), in Belforte, einem Ortsteil von Radicondoli, ein Platz (Piazza Dina Ferri) und in Radicondoli die öffentliche Bibliothek (Biblioteca Comunale Dina Ferri) nach ihr benannt.
2006 wurde in Radicondoli ein Denkmal zu ihren Ehren platziert. Die Bronzeskulptur ist ein Werk von Andrea Roggi. Die Inschrift enthält ein Zitat aus dem Quaderno del nulla:

“Era il mio nido una capanna dimenticata ed io l’amavo
di un amore selvaggio, come l’aquila rapace
ama le grotte della montagna”

„Eine vergessene Hütte war mein Nest und ich liebte sie
mit einer wilden Liebe, wie der raubgierige Adler
die Berghöhlen liebt“

Neben Nossis, Vittoria Colonna, Mariannina Coffa, Ada Negri, Grazia Deledda und Sibilla Aleramo gehört Ferri somit zu den wenigen Schriftstellerinnen, die in Italien ein Denkmal haben.

### Werkausgaben
- Quaderno del nulla. Frammenti del diario lirico di una pastorella senese. A cura di Piero Misciattelli. Treves, Mailand 1931.
- Quaderno del nulla. A cura di Idillio Dell’Era. Istituto Propaganda Libraria, Mailand 1987.
- Quaderno del nulla e altri testi. A cura di Nicoletta Mainardi. Introduzione di Marco Marchi. Le Lettere, Florenz 2020, ISBN 978-8-89366134-8.

### Sekundärliteratur
- Ada Negri: Quaderno del Nulla. In: Corriere della sera. 4. Juli 1933.
- Piero Misciatelli: Ferri, Dina. In: Enciclopedia Italiana – I Appendice. 1938.
- Ferri Dina. In: Maria Bandini Buti (Hrsg.): Poetesse e scrittrici (= Enciclopedia biografica e bibliografica italiana. Serie 6). Rom 1941, S. 262 (online).
- Andrea Conti: Dina Ferri nella sua terra natale fra memoria e celebrazione. In: Daniele Montagnani (Hrsg.): Dina Ferri e altre scrittrici toscane tra Ottocento e Novecento. Società Editrice, Florenz 2011, ISBN 978-8-86032177-0, S. 13–20.